# 清歌逐酒少年行
《私立蜀山學園》（原名：清歌逐酒少年行），2017年拍摄的中國大陸偶像劇，属于臺灣大宇資訊IP《仙剑奇侠传》的现代版后传，讲述一群少年对抗黑暗势力的故事，由王一博、陳鈺琪、王以綸主演。於2017年3月1日開鏡，同年6月1日殺青。目前待播出中。

## 演員表

### 主要演員
| 演員   | 角色 | 簡介                               |
| 王一博 | 滕凈 | 魔族王子                           |
| 陳鈺琪 | 星慧 | 女媧後人，和滕淨親如兄妹           |
| 王以綸 | 裘奇 | 伏羲後人，喜歡星慧                 |
| 翟藝舒 | 楚依 | 仙劍文化社社長，星慧好友，喜歡裘奇 |

### 其他演員
| 演員   | 角色   | 簡介                           |
| 大元   | 裘恩   | 裘奇的姐姐，共工的愛人         |
| 裴子添 | 洪陽   | 妖族王子                       |
| 柴蔚   | 南宮綾 | 南宮世家唯一繼承人             |
| 陳浩民 | 鍾舜   | 蜀山學園教導主任兼劍修老師     |
| 馬德鐘 | 共工   | 魔族首領                       |
| 苗僑偉 | 藍亭雨 | 蜀山學園校長                   |
| 江宏恩 | 長老   |                                |
| 閆露娢 | 瓏華   | 蜀山學園老師                   |
| 梁愛琳 | 姒雪   | 蜀山學園音樂老師               |
| 錢偉程 | 衛鵬飛 | 蜀山學園御劍老師               |
| 宋曉娜 | 妙麗   | 兩界商會會長，妖族女王         |
| 王肖錚 | 梁盼寧 |                                |
| 薛翔勻 |        |                                |
| 林茉晶 | 祝融   | 魔族的魔将，力量强大的四魔之一 |

## 外部連結
- 私立蜀山學園的新浪微博
- 豆瓣电影上《清歌逐酒少年行》的資料 （简体中文）